# Лукноваха
Лукнова́ха — річка в Ізюмському районі Харківської області, права притока Сухого Торця (басейн Сіверського Донця).

## Опис
Довжина річки 22 км, похил — 1,1 м/км. Формується з багатьох безіменних струмків і 1 водойми. Площа басейну 306 км².

## Розташування
Лукноваха бере  початок на південному сході від села Федорівка. Тече переважно на північний схід і в місті Барвінкове впадає в річку Сухий Торець (за 67 км течією від її гирла), ліву притоку Казенного Торця.
Населені пункти вздовж берегової смуги: Надеждівка, Богодарове, Малолітки.